# 팍티카주
팍티카주(Paktīkā Velāyat, 파슈토어: د پکتيکا ولايت, 다리어: ولایت پکتیکا)는 아프가니스탄의 남동부에 있는 주이다. 자불주, 가즈니주, 팍티야주, 호스트주와 파키스탄에 접하고 있다. 면적 19,482.40 km2, 인구 480,800명(2004년), 주도는 샤란(Sharan).

## 같이 보기
- 아프가니스탄의 주
- 파크타족